# Chloromachia aureofulva
Chloromachia aureofulva là một loài bướm đêm trong họ Geometridae.